# 小英国主義

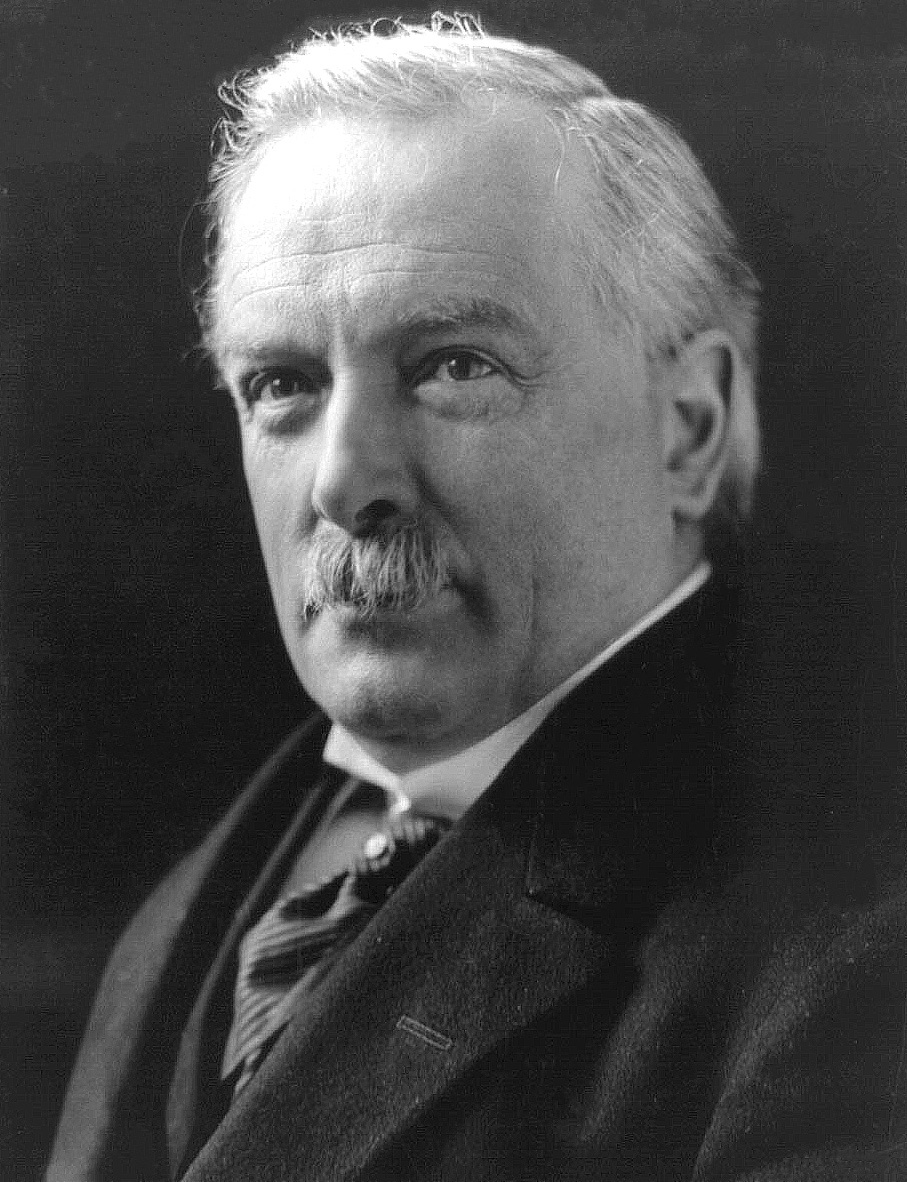
ロイド・ジョージ卿。主張者の一人。

小英国主義（英語: Little Englander）とは、18世紀後半から19世紀にかけてイギリス王国で存在した運動を指す呼称。「小英国主義」という言葉は、19世紀に大英帝国の拡大に反対した自由党の一派に使われた言葉であり、「イングランド」の範囲をイギリスの国境よりも、さらに遠くまで拡張することを主張した。18世紀後半から19世紀にかけては、大英帝国の植民地をイギリスの経済的に負担が大きいと見なし、できるだけ早くすべての英国植民地地域に自治権を与えることを望んだイギリス人のために使われたものである。

## 歴史
小英国主義の運動は、マンチェスターの製造業者の間で起こったものが、ゴールドウィン・スミスなどのジャーナリストの間で支持を得ることに成功した。この運動は、1859年の関税引き上げに代表されるカナダの保守的な体勢に異議を唱えたものだった。製造業者たちは、イギリス製品をほとんど輸入しないが、多くの製品を輸出している旧植民地を守るために税金を払うことに憤慨したのだった。さらに、ヨーロッパ以外ではすでに英国の最高の顧客であった、アメリカがより重要なパートナーになる可能性があると考えられていた。
この運動には社会的な要素もあった。マンチェスター学派の学者たちは、税を支払う為に使用されている金を本国の産業家への減税に使うことができるにもかかわらず、貴族の息子たちを閑職に就ける帝国の体制に反対していたのだった。
小英国主義の立場は、19世紀後半のイギリスの軍事的な冒険主義の多くに反対したウィリアム・グラッドストン（1809-1898）に代表される自由党 (曖昧さ回避)のグループに主張された。これは、特に第二次ボーア戦争（1899年～1902年）への反対と関連している。例えば、アーサー・ポンソンビーは、リベラル派のリーダーであるヘンリー・キャンベル＝バナーマン卿のボーア戦争の反対の意見について次のように述べている。「当時、報道機関から彼に与えられた印象は...彼は非国民的な小英国主義者だということだった」、と。
この小英国主義という表現は、イギリスのピューリタン教の伝道師、トーマス・フッカー（Thomas Hooker）の火薬の日の説教（1626年11月5日）の中でも使用されている。この表現方法は、シェークスピアの劇「ヘンリー8世」（1601年）でも使われているものであり、老婦人がアン・ブーリンに告げる場面でも使われている。"In faith, in little England, for the little England / You'd venture an emballing. / 私自身もカーナヴォン卿のためにそうしたいと思っているのです。" 
ケンブリッジのオンライン辞書では、小英国主義者を「イングランドが他のすべての国よりも優越している、と考えているイギリス人であり、イングランドが他の国と協力するのは、イングランドにとって有利な場合に限られる」と定義している。
この用語は、イギリスのナショナリストや、外国人恐怖症や過度にナショナリズム的であると認識されているイギリス人に対する蔑称として使用されてきた。 また、グローバリズム、多国間主義、国際主義の反対者たちにも適用されてきた。最近では、この用語はナショナリズムやBrexitの支持者と結びついている。